# Občina Miklavž na Dravskem polju
Občina Miklavž na Dravskem polju je jednou z 212 občin ve Slovinsku. Nachází se v Podrávském regionu na území historického Dolního Štýrska. Občinu tvoří 4 sídla, její rozloha je 12,5 km² a k 1. lednu 2017 zde žilo 6 566 obyvatel. Správním střediskem občiny je urbanizované sídlo Miklavž na Dravskem polju.

## Geografie
Střed občiny je vzdálen zhruba 7 km od centra Mariboru. Občinou prochází od severu umělý kanál Zlatoličje, navazující na řeku Drávu. Území občiny je rovinaté, nadmořská výška se pohybuje přibližně v rozmezí od 240 do 264 m.

## Župan
Od roku 1998 je županem občiny Leopold Kremžar (* 30. ledna 1949). Po studiích na vysoké škole (univerzitní diplomovaný novinář) pracoval jako novinář a úředník (mimo jiné ředitel Radia Maribor), později se stal zakladatelem a ředitelem Probanke Leasing a podnikatelem. Roku 2000 byl zvolen poslancem
Státního shromáždění Republiky Slovinsko.

## Členění občiny
Občinu tvoří 4 sídla: Dobrovce, Dravski Dvor, Miklavž na Dravskem polju, Skoke.

## Sousední občiny
Na severu a na východě sousedí s městskou občinou Maribor, od které se roku 1998 oddělila. Na jihu a na východě s občinou Starše, na západě a severozápadě Hoče-Slivnica.